# Potiguára
Potiguára (Pitiguar, Potyguara or Pitiguara), pleme američkih Indijanaca iz skupine pravih Tupíja, naseljeno nekada u obalnom području brazilskih država Ceara, Paraíba i Rio Grande do Norte. Danas više ne govore svojim jezikom koji se naziva i pitonara, nego se služe portugalskim. Njih oko 4,000, po drugim podacima znatno više, živi u Paraíbi na području općine Mamanguape na Baía da Traição, i na rezervatima: Potiguara de Monte-Mor u općinama Marcação i Rio Tinto 799 potiguara, 2000; Peres 2002)]; i Jacaré de São Domingos u općini Rio Tinto (192 Potiguara, 1990; CEDI 1990). 

## Aldeje (sela)
Galego, Forte, Lagoa do Mato, Cumaru, São Francisco, Vila São Miguel, Laranjeiras, Santa Rita, Tracoeira, Bento, Silva, Borel, Acajutibiró, Jaraguá, Silva de Belém, Vila Monte-Mor, Jacaré de São Domingos, Jacaré de César, Carneira, Estiva Velha, Lagoa Grande, Grupiúna, Grupiúna de Cima, Brejinho, Tramataia, Camurupim, Caieira, Nova Brasília (Ibiquara) i Três Rios.